# Kelly Lee Owens
Kelly Lee Owens (née le 24 août 1988) est une musicienne et productrice électronique britannique d'origine galloise. Elle a sorti son premier album à son nom en 2017, salué par la critique, et son album suivant, Inner Song, en août 2020.

## Biographie

### Jeunesse et débuts
Kelly Lee Owens nait le 24 août 1988 à Rhuddlan dans le Denbighshire sur la côte nord du pays de Galles. Elle indique s'être essayée à la poésie lorsqu'elle était enfant et que le fait d'être dans la nature (dans les terrains de sa mère) lui a donné le temps et la solitude pour écrire.
Elle grandit dans un petit village voisin où elle dit que « tout le monde se connaît ». Elle commence à travailler à 14 ans comme serveuse et passe son adolescence « impliquée dans la scène indépendante 2006/2007 ». Elle chante alors dans la chorale de son école et joue de la basse et de la batterie.
À 19 ans, elle quitte le pays de Galles pour Manchester où elle travaille dans un hôpital de traitement du cancer. Alors qu'elle est infirmière auxiliaire, elle utilise ses congés payés pour aider à organiser des festivals indépendants locaux. Ses patients finiront par la pousser à se lancer dans une carrière musicale,.

### Carrière musicale
Kelly Lee Owens abandonne sa carrière d'infirmière pour se lancer dans la musique en 2009. Après avoir déménagé à Londres, elle effectue un stage chez XL Recordings  et travaille dans divers magasins de disques, dont Pure Groove. Elle joue alors de la basse pour le groupe indépendant The History of Apple Pie.

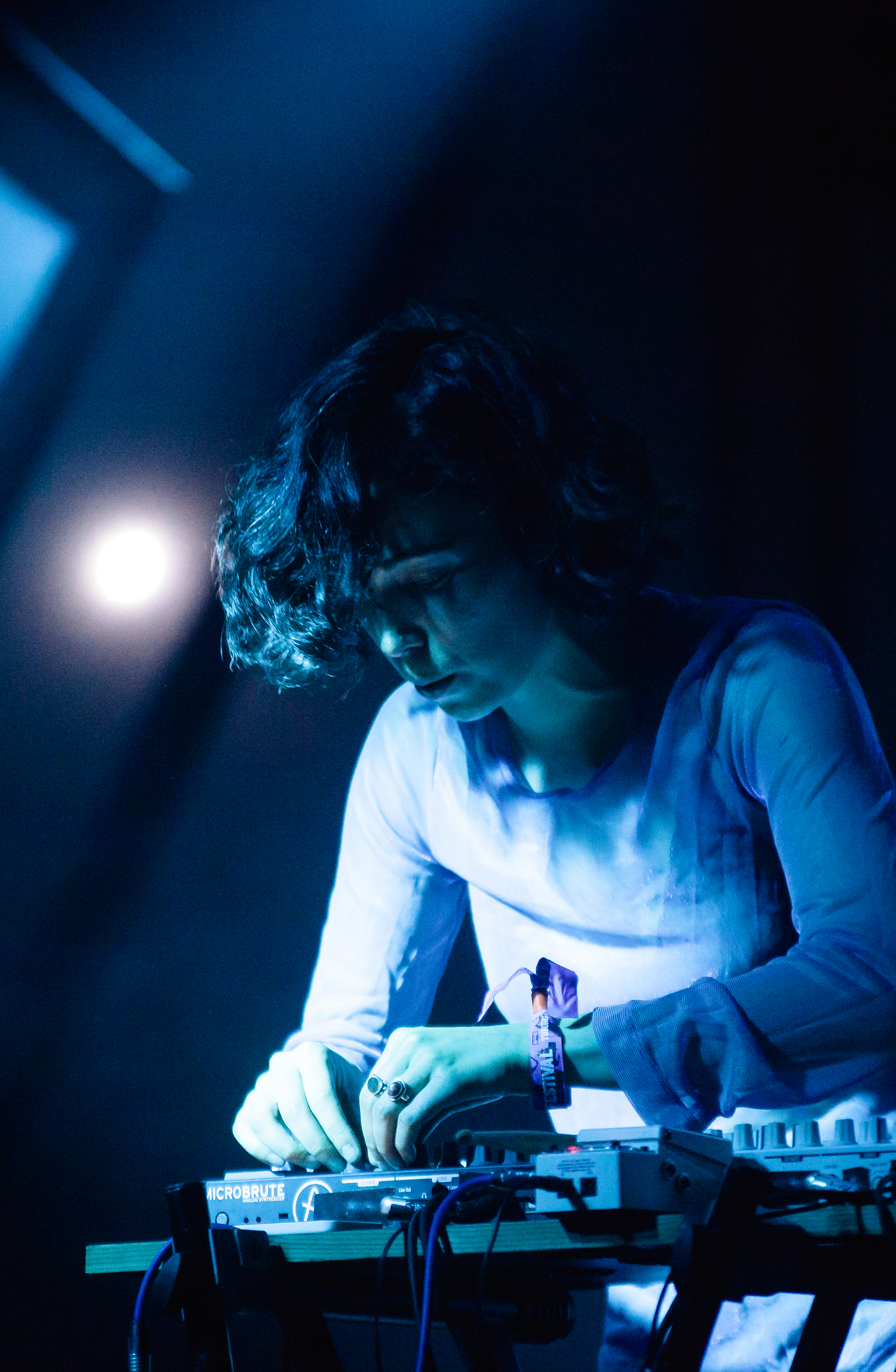
Kelly Lee Owens au Roskilde Festival 2018.

C'est lors de cette arrivée à Londres qu'elle rencontre Daniel Avery, James Greenwood (alias « Ghost Culture ») et Erol Alkan. Elle tient le comptoir de Pure Groove, désormais fermé, avec les deux premiers. Ceux-ci l'amènent en studio, lui présentent des logiciels de production et James Greenwood lui propose même d'être son ingénieur du son. Daniel Avery l'invitera plus tard à collaborer sur son album Drone Logic sorti en 2013. De son côté , Kelly sort l'EP Oleic un an plus tard, en 2016.

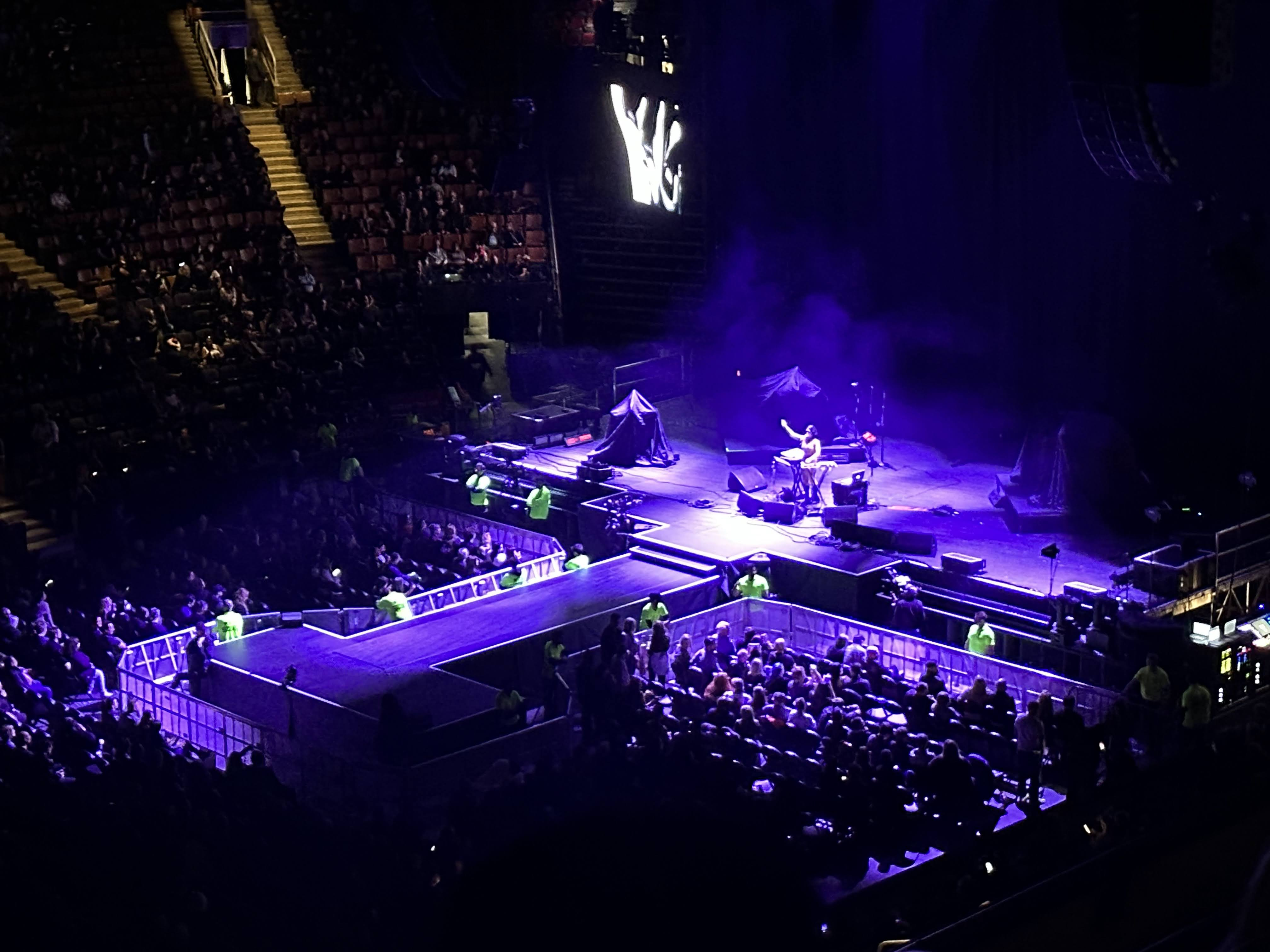
Kelly Lee Owens lors de la première partie de Depeche Mode au Scotiabank Arena en 2023.

Son album Kelly Lee Owens sort en mars 2017 sur le label norvégien Smalltown Supersound. Le deuxième morceau de l'album, Arthur, est un hommage à Arthur Russell que la maison de couture de luxe britannique Alexander McQueen utilise pour son défilé automne 2016 avant la sortie de l'album studio. Le morceau Keep Walking est quant à lui co-écrit avec James Greenwood et Jenny Hval apparaît sur Anxi. Plus tard cette même année, elle édite un bonus de son album intitulé Spaces.
Kelly Lee Owens collabore ensuite avec St. Vincent, dont elle remixe le single New York, issu de l'album Masseduction . Elle apparait également avec Björk sur son EP dédié aux remixes de Arisen My Senses de l'album Utopia, et avec le gallois John Cale sur le morceau Corner of my Sky.
Le 24 mars 2020, elle annonce la sortie de son deuxième album Inner Song pour le 28 août.
Le 28 octobre 2021, elle sort Unity, hymne de la Coupe du Monde Féminine de la FIFA 2023 en Australie et Nouvelle-Zélande le même jour que sont dévoilés l'emblème et le slogan officiels de l'événement : « Beyond Greatness ».
Elle annonce un troisième album studio LP.8 fin mars 2022, pour une sortie au format numérique le 29 avril et au format physique le 10 juin. Elle coproduit l'album avec l'artiste bruitiste Lasse Marhaug.
En 2023, elle participe à la tournée nord-américaine de Depeche Mode, Memento Mori.

### Vie privée
Kelly Lee Owens réside actuellement à Londres. Elle sait lire et écrire le gallois même si elle décrit son niveau comme « pas fluide».

## Style
La musique d'Owens a été décrite comme dream pop, techno pop, et a été comparée au travail d'Arthur Russell. Elle a exprimé son intérêt pour le lien entre la guérison et la musique. En 2017, elle a déclaré à Pitchfork qu'elle envisageait une exposition sur la « relation entre le son, la guérison et les fréquences de résonance ». Elle a déclaré qu'elle aimait échantillonner de la musique sur son iPhone